# 熊鳴夏
熊鳴夏（1556年—1629年），字心禹，號太和，江西南昌府豐城縣尚庄侯塘岗人，民籍，明朝政治人物。

## 生平
萬曆十年（1582年）壬午科江西鄉試二十六名，萬曆十四年（1586年）丙戌科會試二十六名，登三甲第一百四十七名進士。礼部观政，十月授福建松溪知县，十五年十二月调繁浙江义乌县，十七年丁憂。二十年補金华县，二十六年九月行取考选，丁憂歸。三十三年十二月補授吏科给事中，三十四年管太仓银库，三十五年四月奉命册封荆王府，三十六年巡视皇城四门，給假归乡。为云南道御史史记事论劾，杜门求去。三十九年考察，四十七年降補浙江按察司知事，天啓元年升南兵部武库司主事，六年升郎中，本年調南礼部。

## 家族
曾祖熊鋼；祖父熊詔，曾任承差冠帶；父熊惟廣，曾任國子生。母游氏。具庆下。